# Ana de Mendoza de la Cerda
Pour les articles homonymes, voir De la Cerda.
Ana de Mendoza y de la Cerda, princesse d'Éboli, duchesse de Pastrana et comtesse de Mélito, née le 26 ou 27 juin 1540 à Cifuentes et morte le 2 février 1592 à Pastrana, est une aristocrate espagnole.

## Biographie

### Premières années
Ana de Mendoza appartient à la puissante famille castillane des Mendoza. Fille unique de Diego Hurtado de Mendoza y de la Cerda, vice-roi d'Aragon, et de María Catalina de Silva y Toledo, on la marie à l'âge de douze ans avec Ruy Gómez de Silva (de vingt quatre ans son aîné), prince d'Éboli, une ville du royaume de Naples. Ce mariage est souhaité par le prince Philippe, futur roi Philippe II, le prince étant l'un de ses plus proches fidèles. Durant les cinq premières années du mariage, Ana passe seulement trois mois avec son époux, ce dernier se rendant souvent en Angleterre.

### Personnalité
C'est une des femmes les plus talentueuses de son temps et on la considère comme une des plus belles nobles de la Cour d'Espagne malgré une anomalie qui l'oblige à porter en permanence un cache-œil sur l'œil droit. Les causes de ce défaut visuel sont encore méconnues de nos jours, certains parlent de strabisme, d'autres avancent l'hypothèse d'une monophtalmie (un œil perdu ou blessé) due au contact avec le tranchant d'un fleuret dans son enfance. Sa beauté, son caractère hautain, son amour pour le luxe et bien entendu son énigmatique œil droit lui sont indissociables.

### Descendance
Sa vie en tant qu'épouse de Ruy Gómez de Silva se déroule sans trouble et elle a au total dix enfants :
- Diego de Silva y Mendoza (1558-1563) mort pendant l'enfance.
- Ana Gómez de Silva y de Mendoza (es) (1560-1610), femme d'Alonso Pérez de Guzmán el Bueno y Zúñiga, VIIe duc de Medina-Sidonia.
- Rodrigo de Silva y Mendoza (1562-1596), IIe duc de Pastrana.
- Pedro de Silva y Mendoza (1563-1563).
- Diego de Silva y Mendoza (es) (1564-1630), vice-roi du Portugal, IIIe duc de Francavilla, marquis d'Alenquer.
- Ruy de Silva y Mendoza (1565-1616), Ier marquis de La Eliseda.
- Pedro González de Mendoza (es), a posteriori Frère Pedro González de Mendoza (1570-1639), archevêque de Saragosse.
- María de Mendoza et María de Silva (1570-1570) : jumelles.
- Ana de Silva y Mendoza (1573-1614), dernière fille du couple qui accompagne sa mère pendant sa détention.1

### Conflit avec sainte Thérèse d'Avila

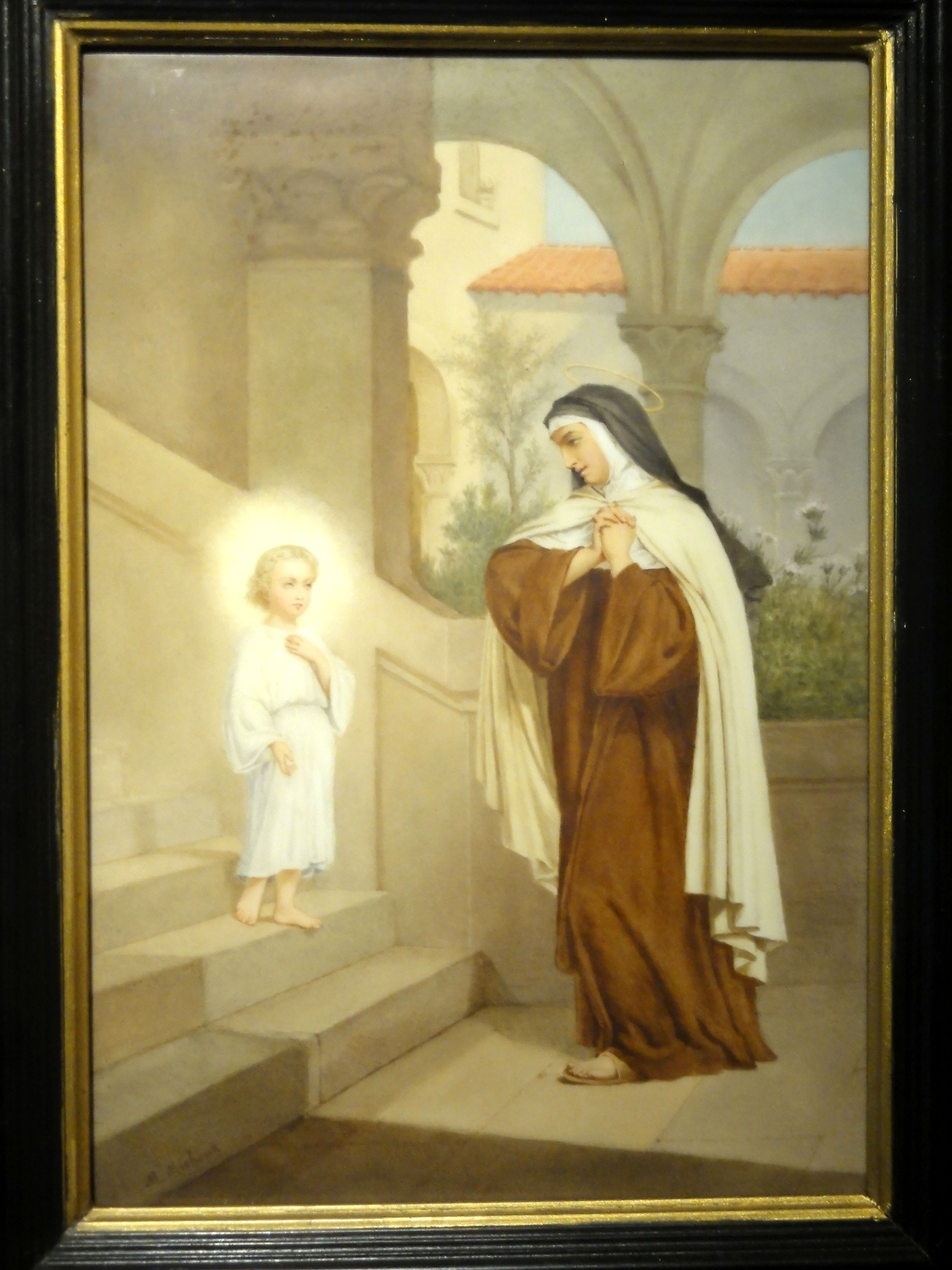
Sainte Thérèse d'Avila

Elle sollicite la construction de deux couvents de sœurs carmélites à Pastrana. Cependant elle s'oppose aux religieuses, en particulier à Thérèse d'Avila, car elle souhaite avoir le contrôle absolu des projets. Ruy Gómez de Silva calme les ardeurs de son épouse, mais les mésententes reviennent à nouveau après la mort de celui-ci. En effet, la princesse désire entrer dans les ordres avec ses propres servantes. Thérèse d'Avila accepte, bien malgré elle, et la loge dans une chambre très modeste. Bien vite, la duchesse se lasse de cette vie et elle emménage dans une maison proche du couvent avec ses domestiques où elle peut garder ses robes et ses bijoux et être en contact avec le monde extérieur. Devant cette attitude assez déconcertante, sur ordre de Thérèse, toutes les religieuses abandonnent Pastrana, laissant seule la princesse. Cette dernière, revient à son palais de Madrid et rédige une biographie controversée de Thérèse qui sera interdite pendant dix ans par l'Inquisition.

### Veuvage
Après la mort brutale de son époux, la princesse est obligée de gérer l'important patrimoine laissé par celui-ci et mène une existence quelque peu chaotique durant le restant de sa vie (bien qu'éprise de son jardinier à la fin de ses jours) d'où son surnom "de l'herbe" qu'on lui attribue. Ses importants titres de noblesse lui permettent de garantir à ses enfants une bonne condition sociale. Sa fille aînée, Ana, se marie avec Alonso Pérez de Guzmán el Bueno y Zúñiga, duc de Medina Sidonia ; son fils aîné, Rodrigo, hérite du duché de Pastrana ; Diego devient duc de Francavilla, vice-roi du Portugal (en) et marquis d'Allenquer. Quant à son fils Fernando, il entre dans les ordres, devient franciscain sous le nom de frère Pedro González de Mendoza (comme son arrière-arrière-grand-père le grand cardinal Mendoza), puis archevêque de Saragosse.

### Les intrigues à la Cour de Philippe II
Grâce à sa haute position sociale, elle maintient de proches relations avec le prince puis, ultérieurement, roi d'Espagne Philippe II. Certains pensent qu'elle a pu être la maîtresse de ce dernier, lorsque celui-ci était marié à Isabelle de Valois et Ana une des favorites de la reine. Ce qui semble vraisemblable, c'est le fait qu'elle ait maintenu, une fois devenue veuve, une relation sentimentale avec Antonio Pérez, secrétaire du roi. Antonio avait le même âge qu'elle et on ne connaît pas les motifs de cette relation qui pourraient être une question d'amour, de  pouvoir politique ou encore de recherche d'un appui à la suite de la mort de son mari. Leur relation est découverte par Juan de Escobedo, secrétaire de Juan d'Autriche (fils illégitime de Charles Quint), qui par ailleurs maintient des contacts avec les rebelles hollandais. Antonio Pérez, ayant peur que leur liaison ne soit rendue publique, dénonce auprès du roi les liens politiques d'Escobedo. Peu de temps après, ce dernier est assassiné et l'opinion publique accuse Pérez de la mort d'Escobedo. Un an plus tard, le roi ordonne sa mise en détention. S'ensuit la disgrâce de la princesse d'Éboli. Il est fort probable que la révélation de la relation amoureuse entre la princesse et Antonio Pérez, leur possible complot à propos de la succession du trône vacant de Portugal et leurs supposées manigances afin d'éviter le mariage de Juan d'Autriche avec Marie Stuart aient contribué à la disgrâce de la princesse d'Éboli.

### La détention
La princesse est emprisonnée par ordre de Philippe II en 1579, d'abord au Torreón de Pinto (es), puis à la forteresse de Santorcaz (es). Elle est privée de la tutelle de ses enfants et de l'administration de ses biens. En 1581, elle est transférée à son palais ducal de Pastrana (en), où elle passe le restant de sa vie accompagnée de sa fille cadette Ana de Silva et de trois domestiques. En raison de la fuite d'Antonio Pérez en 1590, Philippe II décide de faire installer des grilles aux portes et fenêtres du palais ducal. La mélancolique princesse d'Éboli passe bon nombre de ses heures au palais dans un balcon grillagé donnant sur la place de la Hora.
L'attitude cruelle de Philippe II envers la princesse reste assez inexplicable. Dans les lettres envoyées au roi, la princesse le nomme « primo » (cousin) et lui demande de la protéger comme un bon gentilhomme le ferait. Philippe II, quant à lui, l'appelle « la hembra » (la femelle). Cependant, il est vrai que le monarque continue de protéger et de s'occuper particulièrement bien des enfants de cette dernière.
Elle meurt à Pastrana en 1592 et est enterrée aux côtés de son époux Ruy Gómez de Silva dans la collégiale de la ville.